# Primitivum
Primitivum je základní stavební prvek dané abstraktní soustavy (někdy se říká struktury), dále nedělitelný (dělením ztrácí příslušnost do oné soustavy). 
Příkladem primitiv jsou znaky (symboly) hláskového písma, matematické symboly (číslovky, znaky operací apod.), okřídlená hrana v počítačové grafice apod. Množina zvolených primitiv a množina pravidel (gramatiky, pravidla formace atd.) umožňují vytvářet (generovat) vhodný řád mezi primitivy a tak vytvářet výše zmíněné abstraktní soustavy či struktury. Pokud tyto mohou sloužit k záznamu informace (existuje vhodná aplikace), říká se jim jazyky, a mohou se tak dále používat k uchování, přenosu a zpracování informace. 
Pro aplikace je nutné převést primitiva z abstraktního světa do reálného (materiálního) světa, tedy materializovat (důvod a podrobnější vysvětlení – viz informace) vhodně strukturovanou hmotou či energií; může to být např. papír a psané či tištěné písmo, modulace laserového paprsku, modulace radiového signálu, elektro-chemické procesy nervové soustavy živočichů, akustická podoba (vlny hmotného prostředí) – lidský hlas apod. 
Někdy jsou přírodní útvary (jako například dendrologické řezy, geologické vrstvy apod.) nahlíženy jako již materializovaná jazyková struktura s rozlišitelnými primitivy, která nese informaci. 